# Gilford (New Hampshire)
Pour les articles homonymes, voir Gilford.
Gilford est une municipalité américaine située dans le comté de Belknap au New Hampshire. Selon le recensement de 2010, sa population est de 7 126 habitants.

## Géographie
La municipalité s'étend sur 53,70 milles carrés (139,08 km2), dont 14,82 milles carrés (38,38 km2) d'étendues d'eau.

## Histoire
Gilford est à l'origine une paroisse de Gilmanton appelée Gunstock Parish. Elle devient une municipalité en 1812. Son nom aurait été choisi par Lemuel B. Mason, alors le citoyen le plus âgé de la ville, qui a participé à la bataille de Guilford Court House. Selon une autre version, la localité doit son nom à S. S. Gilman, son premier habitant.

## Démographie
La population de Gilford est estimée à 7 155 habitants au 1er juillet 2016.
Le revenu par habitant était en moyenne de 42 138 dollars par an entre 2012 et 2016, au-dessus de la moyenne du New Hampshire (35 264 dollars) et de la moyenne nationale (29 829 dollars). Sur cette même période, 7,7 % des habitants de Gilford vivaient cependant sous le seuil de pauvreté (contre 7,3 % dans l'État et 12,7 % à l'échelle des États-Unis).